# Laureano Jimeno y Carra
Laureano Jimeno y Carra (1802-1858) fue un grabador español.

## Biografía
Nacido en Madrid el 4 de julio de 1802, era hijo de José Antonio Jimeno. Se dedicó desde su juventud al grabado especial de planos y mapas, sobresaliendo entre estos el que publicó en 1855 de la isla de Cuba (ensayo de la geografía en relieve). También hizo, aunque pocos, algunos trabajos de figura, de los que pueden citarse una muy regular estampa de San Luis Gonzaga. Fallecido en 1858, fue autor de una Cartilla manual de las operaciones geométricas más necesarias á los artistas y artesanos, extractada de las obras de Cristiano Wolf, de las Academias de Francia, Inglaterra y Prusia.